# Acacia piptadenioides
Acacia piptadenioides é uma espécie de leguminosa do gênero Acacia, pertencente à família Fabaceae.